# Форт Вашаки
Форт Вашаки (англ. Fort Washakie) — бывший военный пост армии США на Территории Вайоминг, расположенный ныне в округе Фримонт, штат Вайоминг.

## История
28 июня 1869 года на Территории Вайоминг был основан американский армейский пост, который получил название Кэмп-Оджер. В 1870 году он был переименован в Кэмп-Браун, в честь капитана Фредерика Брауна, погибшего 21 декабря 1866 года в сражении, которое получило название Резня Феттермана.
В 1878 году форт был снова переименован, на этот раз в честь вождя восточных шошонов Вашаки. Восточные шошоны всегда были в мире с белыми людьми, а их вождь находился в дружеских отношениях со многими офицерами американской армии. Это единственный военный форт армии США, названный в честь индейца. Форт выполнял свои функции до 1909 года, когда был передан индейскому агентству.
Форт Вашаки находится в пределах индейской резервации Уинд-Ривер. В окрестностях форта расположены могилы Вашаки и Сакагавеи, женщины из племени северных шошонов, которая помогла экспедиции Льюиса и Кларка в 1804—1806 годах исследовать обширные земли на американском Западе.